# Chão (álbum de Carlinhos Veiga)
Chão é o primeiro álbum ao vivo do cantor e compositor Carlinhos Veiga. Gravado em abril de 2010 na cidade de Pirenópolis, Goiás, o disco registra músicas do artista lançadas entre a década de 1990 e os anos 2000. A obra foi gravada no Cine Pirineus e também a Fazenda Babilônia, ambas na cidade, enquanto a direção e produção ficou a cargo da Toca de Barro Filmes.

## Faixas
1. "Cascos no Chão"
2. "Garoto de Pira"
3. "Se Correr o Bicho Pega"
4. "Poeira"
5. "Cezinha"
6. "Cirandeira"
7. "Quintais"
8. "Ana Flor"
9. "Santa Folia"
10. "Sabiá"
11. "Uma Vida Melhor"
12. "Terra: Irmã, Mãe, Amiga"
13. "Lata do Lixo"
14. "Menino"
15. "Aprendendo a Vida"
16. "Rara Flor"
17. "Esse Mundo Tá Louco"
18. "Acuípe"